# 弗拉德代島

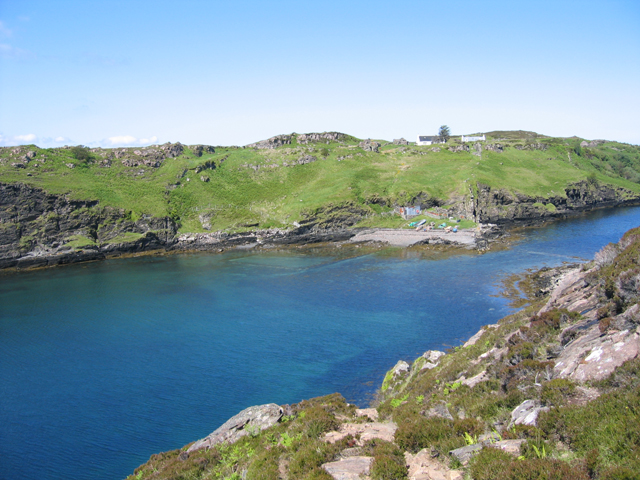

弗拉德代島是蘇格蘭的島嶼，位於拉賽島西北面的大西洋海域，屬於內赫布里底群島的一部分，面積1.20平方公里，最高點海拔高度39米，島上無人居住。
57°29′9″N 6°1′40″W / 57.48583°N 6.02778°W